# Monos (pel·lícula)
Monos és una pel·lícula de drama de l'any 2019, coproducció de Colòmbia, Estats Units, Argentina, Països Baixos, Alemanya, Uruguai, Dinamarca, Suècia i Suïssa dirigida per Alejandro Landes, escrita per ell mateix juntament amb Alexis Dos Santos i produïda per Fernando Epstein, Santiago Zapata, Cristina Landes i Alejandro Landes. Narra la història de vuit joves víctimes de la violència i reclutats per un grup armat il·legal passen per una sèrie d'esdeveniments incloent la vigilància d'una ostatge estatunidenca recentment segrestada.
La cinta es va estrenar el 26 de gener de 2019 en el Festival de Cinema de Sundance, on va obtenir el premi especial del jurat en la categoria de cinema internacional. Tenia programada la seva estrena oficial el 15 d'agost a Colòmbia, i el 13 de setembre internacionalment, distribuïda per Neon i Participant Media.
La pel·lícula va ser seleccionada per a representar a Colòmbia en la categoria de Millor pel·lícula internacional de la 92a edició dels Premis Óscar.

## Sinopsi
En el cim d'una remota muntanya en algun lloc de Llatinoamèrica, un grup rebel de comandos adolescents, que utilitzen noms de guerrers com: Rambo, Patagrande, Pitufo, Lobo i Boom Boom realitzen exercicis d'entrenament militar mentre vigilen a una presonera coneguda com "La doctora" (Julianne Nicholson) i una vaca lletera reclutades per a una força ombrívola coneguda com "L'Organització". Després que una emboscada empeny al grup cap a la jungla, el seu intricat vincle es fractura i la missió comença a col·lapsar.

## Repartiment
- Julianne Nicholson com "La doctora".
- Moisés Arias com Patagrande.
- Sofía Buenaventura com Rambo.
- Julián Giraldo com Lobo.
- Karen Quintero com Leidy.
- Laura Castrillón com Sueca.
- Deiby Rueda com Pitufo.
- Esneider Castro com Boom Boom.
- Paul Cubides com Perro.
- Wilson Salazar com El Mensajero.
- Jorge Román com El Minero de Oro.

## Producció
Fernando Epstein, Santiago Zapata, Cristina Landes i Alejandro Landes van produir la pel·lícula sota la marca de Stela Cinema i amb el suport de Caracol Televisión, Cine Colombia, Dago Garcia Producciones, Dynamo, EFD Colombia i els altres coproductors internacionals.
La cinta es va filmar en 2015 Colòmbia, al pàramo de Chingaza en Cundinamarca, i al canyó del Samaná, < Antioquia. Aquestes locaciones mai abans havien estat filmades, a causa del seu difícil accés i condicions de clima extremes.
La pel·lícula és una coproducció colombiana amb El Campo Cine (Argentina), Lemming Film (Holanda), Pandora Film Produktion (Alemanya), Snowglobe Film (Dinamarca), Mutante Cine (Uruguai), Bord Cadre Films (Suïssa), Film i Väst (Suècia) i Counter Narrative Films (Estats Units).

## Llançament
El gener de 2019, després de la seva projecció a Sundance, Neon va adquirir els drets de distribució per als Estats Units. Uns mesos després, al març, Participant Mitjana es va unir com codistribuidor per al territori americà. Al maig del mateix any es van anunciar les seves dates de llançament: el 15 d'agost per a Colòmbia i el 13 de setembre per als Estats Units.

## Premis i reconeixements
| Premi                                             | Data                   | Categoria                                                | Guanyador o nominat | Resultat  | Ref(s) |
| ------------------------------------------------- | ---------------------- | -------------------------------------------------------- | ------------------- | --------- | ------ |
| Festival de Cinema de Sundance                    | 2 de febrer del 2019   | Premi especial del jurat: Categoria Cinema Internacional | Alejandro Landes    | Guanyador | [ 4 ]  |
| Festival Internacional de Cinema de Berlín        | 15 de febrer del 2019  | Premi Teddy - Millor Pel·lícula                          | Alejandro Landes    | Nominat   | [ 9 ]  |
| FICCI                                             | 11 de març de 2019     | Premi del públic                                         | Alejandro Landes    | Guanyador | [ 10 ] |
| Cinélatino Rencontres de Toulouse                 | 30 de març de 2019     | Prix CCAS, Prix Des Électriciens Gaziers                 | Alejandro Landes    | Guanyador | [ 11 ] |
| BAFICI                                            | 13 d'abril de 2019     | Millor Música Original                                   | Mica Levi           | Guanyador | [ 9 ]  |
| Festival de Cinema de Newport Beach               | 8 de maig de 2019      | Premi del Jurado - Mejor Película                        |                     | Guanyador | [ 12 ] |
| Festival de Cinema de Newport Beach               | 8 de maig de 2019      | Premi del Jurat - Millor Actriu                          | Sofia Buenaventura  | Guanyador | [ 12 ] |
| Festival de Cinema de Newport Beach               | 8 de maig de 2019      | Premi del Jurat - Millor Director                        | Alejandro Landes    | Guanyador | [ 12 ] |
| Festival de Cinema de Newport Beach               | 8 de maig de 2019      | Premi del Jurat - Millor Cinematografia                  | Jasper Wolf         | Guanyador | [ 12 ] |
| Festival de Cinema de Montclair                   | 12 de maig de 2019     | Premi de Ficció                                          | Alejandro Landes    | Guanyador | [ 13 ] |
| Festival Internacional de Cinema de Transsilvània | 9 de juny de 2019      | Transsilvània Trophy - Millor Pel·lícula                 | Alejandro Landes    | Guanyador | [ 6 ]  |
| Art Film Fest                                     | 21 de juny de 2019     | Blue Angel - Millor Pel·lícula                           |                     | Guanyador | [ 14 ] |
| Festival Internacional de Cinema de Viña del Mar  | 14 de setembre de 2019 | GRAN PAOA - Millor Pel·lícula                            |                     | Guanyador | [ 15 ] |
| Festival Internacional de Cinema de Viña del Mar  | 14 de setembre de 2019 | Premi de la Premsa Especialitzada                        |                     | Guanyador | [ 15 ] |